# Benjamin Duhamel
Benjamin Duhamel, né le 15 mars 1995, est un journaliste politique français qui travaille chez France Inter après un long passage chez BFM TV. 

## Biographie

### Vie privée
Benjamin Duhamel est le fils de Patrice Duhamel, ancien directeur général de France Télévisions, et de Nathalie Saint-Cricq, ancienne cheffe du service politique de France 2 et dont la famille est actionnaire majoritaire du groupe Nouvelle République du Centre-Ouest,,,,. Il est le neveu du médecin Jean-François Duhamel, d'Alain Duhamel, éditorialiste sur RTL et BFM TV, ainsi que de Dominique Duhamel épouse Castéra et, donc, neveu par alliance de Richard Castéra (époux de Dominique) et cousin d'Amélie Oudéa-Castéra, ministre des Sports et des Jeux olympiques et paralympiques de mai 2022 à septembre 2024 (et brièvement ministre de l'Éducation nationale et de la Jeunesse),,. Il a quatre frères : Jean, Nicolas, Alexandre et Raphaël.
Il est en couple avec la journaliste politique Agathe Lambret,.

### Jeunesse et études
Après des études secondaires au sein de l'École bilingue active Jeannine-Manuel et au lycée Henri-IV, il entre à l'Institut d'études politiques de Paris, dont il est diplômé en 2017.

### Parcours professionnel
Benjamin Duhamel est embauché à l'issue de ses études, à RTL, puis intègre la rédaction de LCI en 2018 et officie comme journaliste politique sur BFM TV à partir de 2019,. À partir de septembre 2023, il anime le dimanche l'interview politique du midi et en soirée l'émission C'est pas tous les jours dimanche.
Il anime de façon quotidienne de 18 h 50 à 20 h la tranche de BFM TV en remplacement d'Yves Calvi à partir de septembre 2024. 
En juin 2025, il quitte BFM TV pour rejoindre France Inter. 